# César de Rochefort
Pour les articles homonymes, voir Rochefort.
César de Rochefort est un juriste, un lexicographe et un essayiste français, né en 1630 à Belley et mort en 1691 dans cette même ville.
Il fait ses études à Rome et est employé dans diverses négociations entreprises par le roi. À son retour en France, il est avocat du roi.
On connaît de lui un Dictionnaire général des mots les plus usités de la langue française, avec les étymologies, etc. (Lyon, 1685). 
D'ailleurs, on lui attribue à tort l'ouvrage Histoire naturelle et morale des iles Antilles de l'Amérique... avec un vocabulaire Caraïbe qui paraît à Rotterdam en 1658 et dont la préface semble avoir été signée par Philippe de Longvilliers de Poincy (LDP). Ce dernier ouvrage a aussi été publié sous le nom de C. de Rochefort, mais il s'agit de Charles de Rochefort, pasteur ayant voyagé aux Antilles afin de servir les populations huguenotes de la région, notamment celle de Tobago. En outre, Charles de Rochefort et non César est l'auteur de Le Tableau de l'isle de Tabago ou de la Nouvelle-Oüalchre, l'une des isles Antilles de l'Amérique, paru à Leyde en 1665.